# Pierre Garçon
Pierre Garçon (West Palm Beach, Flórida, 8 de agosto de 1985) é um ex-jogador de futebol americano que atuava na posição de wide receiver na National Football League. Garcon estudou na John J. Leonard HS em Lake Worth no estado americano da Flórida onde atuou como recebedor. Garçon tem ascendência haitiana e mantém laços fortes com aquele país.

## Carreira universitária
Garçon jogou futebol americano universitário pela Mount Union College onde ele fez 60 recepções para 1000 jardas além de 15 Touchdowns para os "Purple Raiders".

## NFL
Garçon foi selecionado na 6ª rodada do Draft da NFL de 2008 como pick n° 205 pelo Indianapolis Colts. Ele atuou principalmente no special teams onde fez 9 tackles e no ataque onde ele terminou sua rookie season com 4 recepções para 23 jardas. Além disso ele retornou 22 chutes para 475 jardas sem nenhum TD. Em 2009, com a contusão de Anthony Gonzalez, Garcon ganhou mais tempo em campo e na Semana 2 contra o Miami Dolphins ele marcou o primeiro touchdown da carreira em uma recepção de 48 jardas para dar a vitória aos Colts.
Garçon terminou a temporada de 2009 da NFL com 47 recepções para 765 jardas e 4 touchdowns.
Em 16 de janeiro de 2010, durante o AFC Divisional Playoff Game, Garçon conseguiu forçar um fumble em cima do veterano safety Ed Reed durante um retorno de interceptação, e a bola foi recuperada por Dallas Clark.
Em 24 de janeiro de 2010, Garçon quebrou o recorde de recepções em um jogo de AFC Championship Game, com 11 recepções para 151 jardas e 1 touchdown. No Super Bowl XLIV, em 7 de fevereiro de 2010, Pierre anotou um touchdown para os Colts na derrota para o New Orleans Saints.
Em 13 de março de 2012, após ser dispensado pelos Colts, Garçon assinou com o Washington Redskins.
Em 2013, ele quebrou o recorde do Washington Redskins de maior quantidade de recepções em uma temporada, com 107.
Em 2017, ele assinou um contrato de dois anos com o San Francisco 49ers. Ao final de 2018, ele foi dispensado.

## Ligações Externas
- Página oficial
- Biografia no site do Indianapolis Colts